# ويليام غولدنغ
وليام غولدنغ (بالإنجليزية: William Gerald Golding) (19 سبتمبر 1911-19 يونيو 1993) هو كاتب بريطاني، حاصل على جائزة نوبل للآداب، أشتهر لكتابته لرواية أمير الذباب. ولد غولدنغ في محافظة كورنويل، جنوب غرب انكلترا ودرس العلوم الطبيعية في جامعة أوكسفورد لسنتين قبل أن يغير اختصاصه إلى الأدب الإنكليزي. تزوج في عام 1939، وأنجب طفلين.

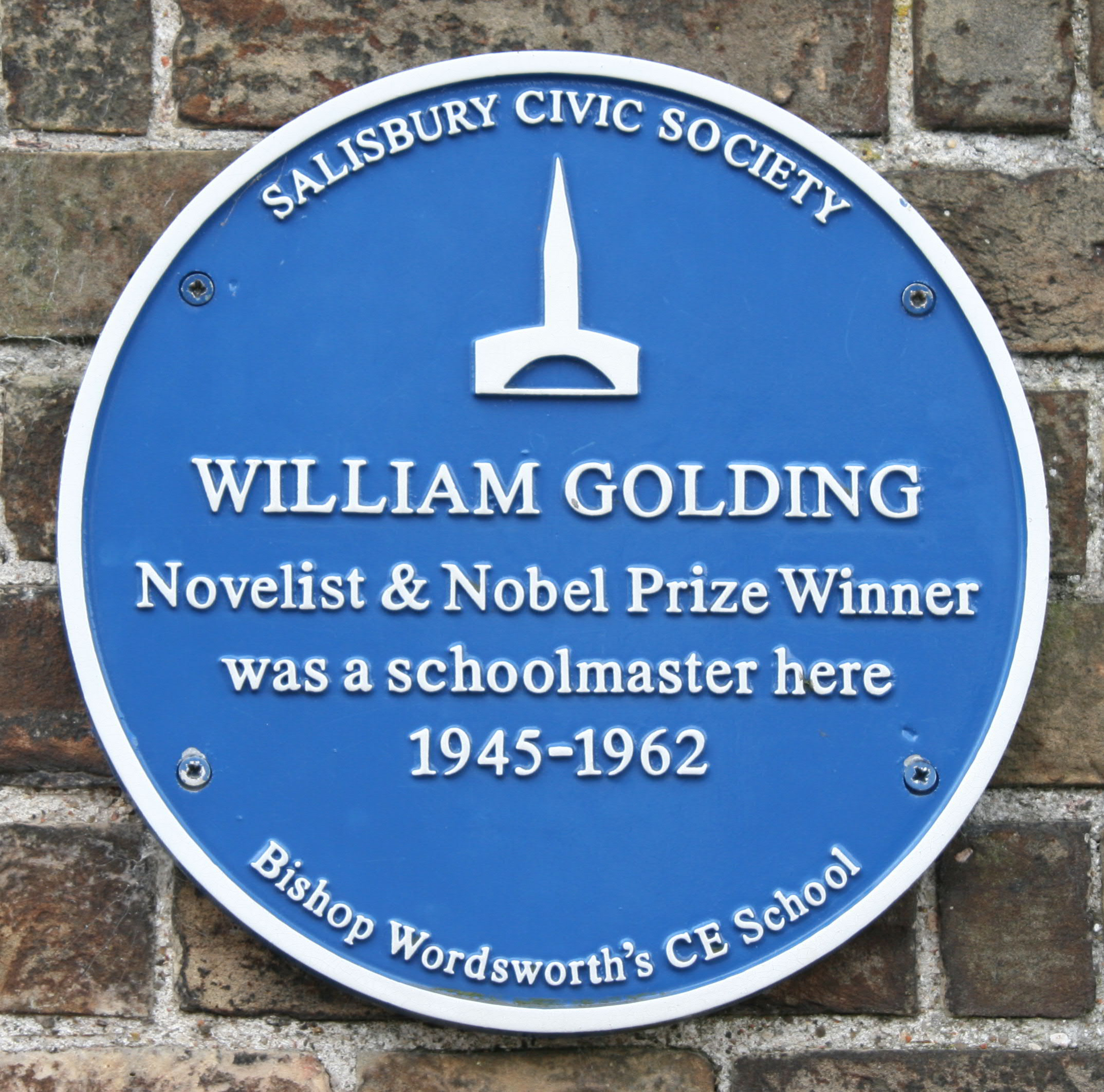
لوحة في مدرسة الأسقف وردزورث ، سالزبوري.

أصدر غولدنغ أمير الذباب في عام 1954. تتحدث الرواية عن مجموعة من الأولاد، تتراوح أعمارهم بين الخامسة والرابعة عشرة من العمر، تتعرض طائرتهم لنيران طائرات العدو خلال حرب خيالية، ولم ينجو أحدٌ من البالغين. تبدأ الرواية بترتيب الأولاد لأنفسهم، ولكن لا تلبث شخصياتهم بالتحول إلى وحشية، وتبدأ البدائية بالظهور عليها. أصيب غولدنغ بقصور قلبي، أدى إلى الموت. دفن في قرية باورتشاك.

## الحياة الشخصية

### المعتقدات الدينية
بينما كان والد ويليام غولدنغ مُلحدًا مصراً، إلا أن ويليام غولدنغ نفسه كان مسيحيًا، على الرغم من أنه لم يكن عضو في أي كنيسة رسمية.

## مؤلفاته
رجال من ورق
أمير الذباب
يوميات مصرية

## وصلات خارجية
- ويليام غولدنغ على موقع IMDb (الإنجليزية)
- ويليام غولدنغ على موقع الموسوعة البريطانية (الإنجليزية)
- ويليام غولدنغ على موقع مونزينجر (الألمانية)
- ويليام غولدنغ على موقع ميوزك برينز (الإنجليزية)
- ويليام غولدنغ على موقع إن إن دي بي (الإنجليزية)
- ويليام غولدنغ على موقع ديسكوغز (الإنجليزية)
- ويليام غولدنغ على موقع قاعدة بيانات الفيلم (الإنجليزية)

ويليام غولدنغ  على قاعدة بيانات الخيال التأملي على الإنترنت